# Скоробытка
Скоробытка — река в России, протекает по Псковской области. Устье реки находится в 2 км по левому берегу реки Олицы. Длина реки — 13 км. В 5 км от устья, по левому берегу впадает река Гранчариха.

## Данные водного реестра
По данным государственного водного реестра России относится к Балтийскому бассейновому округу, водохозяйственный участок реки — Великая. Относится к речному бассейну реки Нарва (российская часть бассейна).
Код объекта в государственном водном реестре — 01030000112102000028281.